# Jelena Dmitrijewna Polenowa

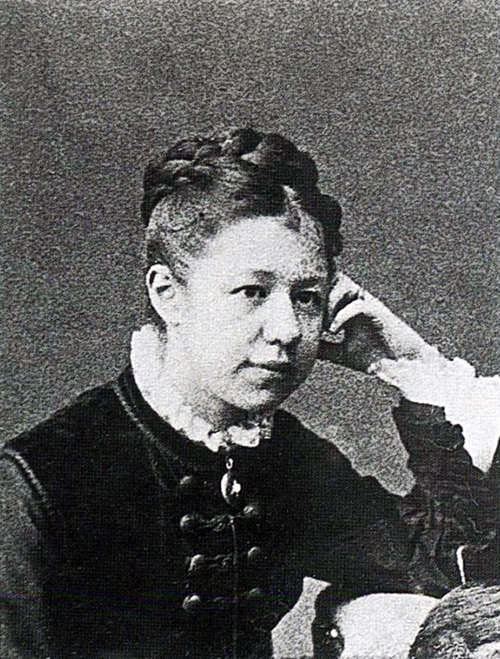
Jelena Polenowa

Jelena Dmitrijewna Polenowa (russisch Елена Дмитриевна Поленова, wiss. Transliteration Elena Dmitrievna Polenova; * 15. Novemberjul. / 27. November 1850greg. in Sankt Petersburg; † 7. Novemberjul. / 19. November 1898greg. in Moskau) war eine russische Malerin und Illustratorin.

## Leben und Wirken
Jelena Polenowa wurde als Tochter des Juristen und Historikers Dmitri Polenow und jüngere Schwester des Malers Wassili Polenow geboren.
Sie besuchte die Malereischule der Kaiserlichen Gesellschaft zur Förderung der Künste in Sankt Petersburg (für die Kunstakademie wurden in dieser Zeit keine Frauen in der Kunst zugelassen). Dort war Pawel Tschistjakow ab 1859 ihr Lehrer, ab 1864 auch Iwan Kramskoi. 1869 bis 1870 reiste Jelena Polenowa mit ihrer Schwester Wera nach Paris und nahm dort Unterricht bei Charles Chaplin.
Später unternahm sie weitere Reisen nach Deutschland und Italien (1875) und wiederum zur künstlerischen Weiterbildung nach Paris (1879). Während des Russisch-Osmanischen Krieges 1877–1878 arbeitete sie in einem Militärhospital in Kiew.
In den 1870er Jahren schuf Polenowa hauptsächlich Aquarelle, die erstmals 1882 in Sankt Petersburg und Moskau ausgestellt wurden und bei der Kritik hohe Anerkennung fanden, u. a. bei Wladimir Stassow. In dieser Zeit siedelte sie nach Moskau über, wo sie enge Bekanntschaft mit der Familie des Industriellen und Kunstmäzens Sawwa Mamontow schloss und Kontakt zu Malern wie Ilja Repin, Wiktor Wasnezow, Michail Nesterow, Isaak Lewitan und Michail Wrubel bekam.
Polenowa spielte eine bemerkbare Rolle in Mamontows Künstlerkolonie Abramzewo, wo sie 1885 zusammen mit Mamontows Ehefrau Jelisaweta ein Studio für Zimmerei und Holzschnitzerei gründete. In Folge war Polenowa mit ihren Illustrationen zu russischen Märchen und slawischer Mythologie eine der Protagonistinnen der russischen romantischen Variante des Jugendstils. Die Themen und Motive dieser Schaffensperiode sind vergleichbar mit denen Iwan Bilibins oder teilweise Wiktor Wasnezows.
Jelena Polenowa verstarb 1898 an den Folgen zwei Jahre zuvor, bei einem Unfall, erlittener Kopfverletzungen.

## Werke (Auswahl)

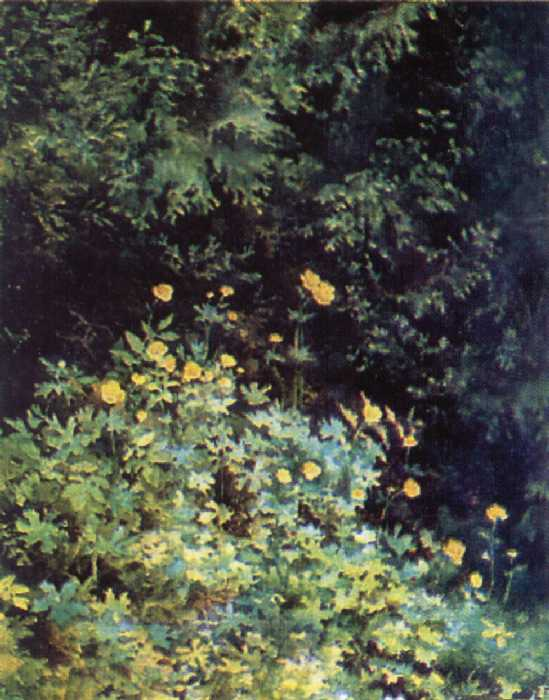
Waldesrand (1885)
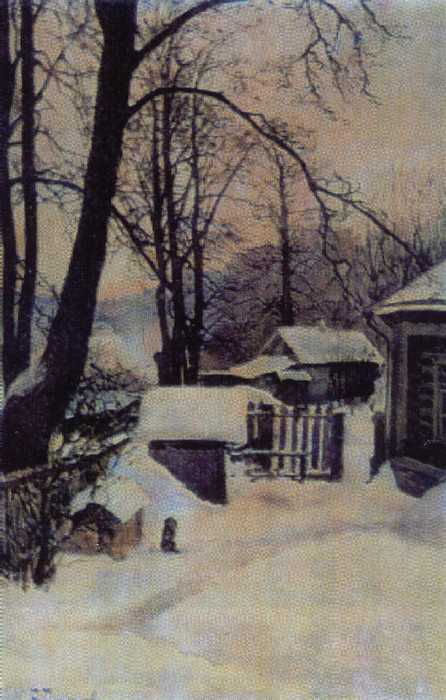
Hinterhof im Winter (1886)
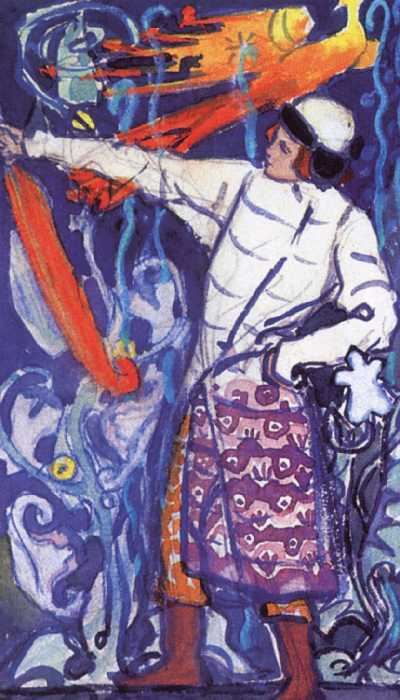
Iwan Zarewitsch und der Feuervogel (1896)
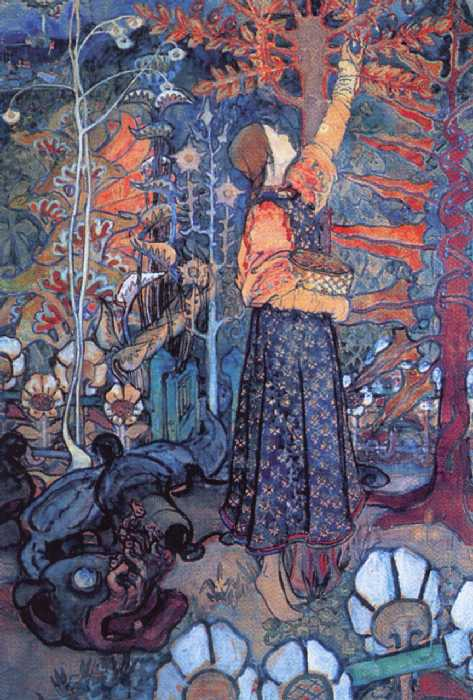
Der Drache (1895–1898)

### Gemälde
- Ikonenwerkstatt des 16. Jahrhunderts (Tretjakow-Galerie, Moskau)
- Fürst Boris vor seiner Tötung (Russisches Museum, Sankt Petersburg)
- Wandermusikanten
- Zu Gast bei der Taufpatin

### Illustrationen zu Märchen
- Das weiße Entlein (veröffentlicht postum 1923)
- Der Krieg der Pilze
- Der dumme Iwanuschka
- Väterchen Frost